# ایران تی‌وی نتورک
ایران تی‌وی نتورک (ITN) (انگلیسی: Iran TV Network) یک شبکه تخصصی فارسی‌زبان است. این شبکه به همراه نام و برنامه‌هایش که تحت امتیاز و مجوز شبکه تلویزیونی ایران تی‌وی نتورک مستقر در ایالات متحده می‌باشد به‌طور کامل متعلق به گروه حمید شب خیز است.
این شبکه در اوایل سال ۲۰۰۶با عنوان «ایران تی‌وی نتورک» (ITN) راه‌اندازی شد. در اوایل سال ۲۰۰۸، نام شبکه به «جام جم» (Jaam-e-Jam) تغییر کرد. در ماه مه ۲۰۱۵نیز به‌دلیل از دست رفتن برنامه جام جم، نام شبکه دوباره به «ایران تی‌وی نتورک» تغییر کرد.

## حواشی
- ایران تی‌وی نتورک، سريال خط‌شکن را بدون اجازه‌ی صدا و سيما از شبکه اش  پخش کرد.[۲]